# Iwan Lachow
Iwan Lachow (ros. Иван Ляхов) (zm. ok. 1800 roku) – rosyjski kupiec i handlarz kłami mamutów oraz odkrywca znacznej części archipelagu Wysp Nowosyberyjskich.
Lachow rozpoczął swoje wyprawy wiosną 1770 roku, na psim zaprzęgu, by odkryć wyspy opisane przez Jakowa Permiakowa. W latach 1773–4 ponownie udał się na wyprawę badawczą, przeprawił się przez Cieśninę Sannikowa i odkrył wyspę Kotielnyj.
Południową część archipelagu nazwano jego imieniem, jako grupę Wysp Lachowskich.